# 福積沙耶
福積 沙耶（ふくづみ さや、9月26日 - ）は、日本の女性声優。愛知県出身。EARLY WING所属。

## 略歴
声優になろうと思ったきっかけは自身ではない誰かが見ている世界を見てみたいと思ったことから。
2018年6月よりマリン・エンタテインメントによって結成された声優ユニット「teaRLove」にメンバーとして参加する。2022年のラストライブまで約4年半活動を行った。
かつてはWITH LINEに所属していたが、2019年3月31日を以って退所。その後、同グループのEARLY WINGに移籍して準所属となる。
2021年、『WIXOSS DIVA(A)LIVE』の明日平和 / ヒラナ役でアニメ作品の初レギュラーを務める。

## 人物
趣味・特技としてネイルアート、マッサージ、ジョッキ持ち、ペットのハリネズミの写真・動画撮影を挙げている。
憧れの声優として白石晴香を挙げており、『WIXOSS DIVA(A)LIVE』では共演を果たしている。

## 出演
太字はメインキャラクター。

### テレビアニメ
2018年
- はるかなレシーブ

2019年
- 五等分の花嫁（スタッフ）
- なむあみだ仏っ!-蓮台 UTENA-（クレープ店店員）

2020年
- ネコぱら（女性レポーター）
- 八十亀ちゃんかんさつにっき 2さつめ（通行人A）
- アイドリッシュセブン Second BEAT!（ファンA）

2021年
- WIXOSS DIVA(A)LIVE（明日平和 / ヒラナ）
- BLUE REFLECTION RAY/澪（生徒、友人）

2022年
- 現実主義勇者の王国再建記（シホ）
- 乙女ゲー世界はモブに厳しい世界です（ジェシカ）
- カッコウの許嫁（幸の友達B、女の子）
- ダンジョンに出会いを求めるのは間違っているだろうかIV（2022年 - 2023年、マリィ） - 2シリーズ

2024年
- 月が導く異世界道中 第二幕（アルエレメラ・補佐）
- 神は遊戯に飢えている。（女性、猫ゴーレム）
- 魔法使いになれなかった女の子の話（エリカ＝ヒューズ）
- BLEACH 千年血戦篇-相剋譚-（学生）
- 妖怪学校の先生はじめました!（店員）

2025年
- アオのハコ（部員）
- ネクロノミ子のコズミックホラーショウ

### 劇場アニメ
- 思い、思われ、ふり、ふられ（2020年）

### Webアニメ
- 学生探偵ふーかちゃん! / 異能のアイシス（2020年 - 2021年、おしこ、女生徒、閻魔大王 他） - 2シリーズ

### ゲーム
2017年
- 輝星のリベリオン（四野森あかり、ラティス）

2018年
- SKYOVER
- 天空のクラフトフリート（レクト）
- ファイトリーグ（美の先鋭 ナスティネイル、シザーウーマン ガーデニー）

2019年
- ラストピリオド -巡りあう螺旋の物語-（オパール）
- League of Angels III - リーグオブエンジェルズ3（ヴェラ、リズ、シエラ）

2020年
- Death end re;Quest2（メアリ・ウォルコット）

2021年
- デュエル・マスターズ プレイス（明日平和）
- 戦国大河（三法師）

2022年
- ウィクロスマルチバース（ヒラナ）

2024年
- アリス・ギア・アイギス（遊馬勇）
- ヒバリでなくナイチンゲールでもなく（月見葉落々）

### 吹き替え
- 小さな魔女とワルプルギスの夜（ドイツ語版）（魔女マネ少女 他）

### デジタルコミック
- 野いちご・ベリーズカフェチャンネル
  - その溺愛、お断りします。（2019年、梨々子友達）
  - -50kgのシンデレラ（2020年、佐伯陽芽）
- マンガMeeチャンネル
  - 奈落の花（2021年、富田ジュリ）
  - 鬼獄の夜（2021年、藤崎茜）
  - ハタチまでになんとかシたい（2021年、園村詩織）
  - 蜜蜂ライアー（2021年、五百川みつば）
  - 極道ジュリエット（2021年、百合岡大和）
- 禁断書店
  - 美醜の大地〜復讐のために顔を捨てた女〜（2022年、小倉百子）
- 【公式】電子書籍ストアBookLive!【ブックライブ】
  - 虐げられ令嬢とケガレ公爵〜そのケガレ、払ってみせます!〜（2022年、妹、ナレーション[19]）

### ボイスドラマ
- 戦国繚乱美少女伝（2025年、小山田信茂、柴田兵C、北条兵D、堀田盛重）

### ラジオ
※はインターネット配信。
- RADIO WIXOSS DIVA(A)LIVE（2020年 - 2021年、音泉※）[20]

### 舞台

#### 2023年
- シルエクト vol.3 - 空々しくて、白々しい。（2023年1月14日-15日、ジョイジョイシアター[21]）
- キミに贈る朗読会 短編朗読集「ペールライト・アイリス」（2023年5月7日、MsmileBOX渋谷[22]）
- キミに贈る朗読会 短編朗読集「ネームレス・サマーメイデン」（2023年7月8日、MsmileBOX渋谷[23]）
- キミに贈る朗読会 短編朗読集「Whisper Snowscape」（2023年12月23日、MsmileBOX渋谷[24]）

#### 2024年
- キミに贈る朗読会「VOICEinBOX～声優さん、出番です～」 Vol.7（2024年1月14日、MsmileBOX渋谷[25]）
- キミに贈る朗読会「VOICEinBOX～声優さん、出番です～」 Vol.8（2024年3月10日、MsmileBOX渋谷[26]）
- キミに贈る朗読会「VOICEinBOX～声優さん、出番です～」 Vol.9（2024年5月5日、MsmileBOX渋谷[27]）
- キミに贈る朗読会「VOICEinBOX～声優さん、出番です～」 Vol.10（2024年8月18日、MsmileBOX渋谷[28]）
- キミに贈る朗読会「VOICEinBOX～声優さん、出番です～」 Vol.11（2024年10月13日、MsmileBOX渋谷[29]）
- ゆめかばLABO第24回公演「タイムマシンがあったなら」（2024年11月12日、新宿アルタKeyStudio[30]）
- キミに贈る朗読会「VOICEinBOX～声優さん、出番です～」 Vol.12（2024年12月15日、MsmileBOX渋谷[31]）

#### 2025年
- キミに贈る朗読会「バレンタインの秘密」（2025年2月9日、MsmileBOX渋谷[32]）
- キミに贈る朗読会 「ゴカンッ！ Vol.3」（2025年3月16日、MsmileBOX渋谷[33]）
- キミに贈る朗読会「VOICEinBOX～声優さん、出番です～」 Vol.14（2025年4月13日、MsmileBOX渋谷[34][35]）
- ゆめかばLABO第27回公演「翼もください」（2025年4月28日、新宿シアターマーキュリー[36]）
- フェアリーテイルシアター リーディングライブ #05 「放課後のジュリアス・シーザー」（2025年5月23日・25日、参宮橋トランスミッション[37]）

## ディスコグラフィ

### キャラクターソング
| 発売日        | 商品名                           | 歌       | 楽曲            | 備考                                                 |
| ------------- | -------------------------------- | -------- | --------------- | ---------------------------------------------------- |
| 2021年6月26日 | WIXOSS DIVA(A)LIVE BD第1巻特典CD | No Limit | 「D-(A)LIVE!!」 | テレビアニメ『WIXOSS DIVA(A)LIVE』オープニングテーマ |
| 2021年7月31日 | WIXOSS DIVA(A)LIVE BD第2巻特典CD | No Limit | 「GLORY GROW」  | テレビアニメ『WIXOSS DIVA(A)LIVE』エンディングテーマ |

### その他参加作品
| 発売日   | 商品名               | 歌       | 楽曲                     | 備考               |
| 2019年   | 2019年               | 2019年   | 2019年                   | 2019年             |
| -------- | -------------------- | -------- | ------------------------ | ------------------ |
| 3月31日  | 瞬間シンクロニシティ | teaRLove | 「瞬間シンクロニシティ」 | 『teaRLove』関連曲 |
| 4月28日  | ソライロメロディ     | teaRLove | 「ソライロメロディ」     | 『teaRLove』関連曲 |
| 6月30日  | 恋するサマーラッシュ | teaRLove | 「恋するサマーラッシュ」 | 『teaRLove』関連曲 |
| 9月28日  | 勇気の翼             | teaRLove | 「勇気の翼」             | 『teaRLove』関連曲 |
| 12月15日 | 僕らの夢のその先へ   | teaRLove | 「僕らの夢のその先へ」   | 『teaRLove』関連曲 |
| 2020年   |                      |          |                          |                    |
| 2月22日  | NO IMITATION         | teaRLove | 「NO IMITATION」         | 『teaRLove』関連曲 |

### シリーズ一覧
1. ↑  『新章 迷宮篇』（2022年）、『深章 厄災篇』（2023年）

### ユニットメンバー
1. ↑  ヒラナ（福積沙耶）、レイ（白石晴香）、アキノ（星ノ谷しずく）
2. 1 2  赤尾ひかる、桶谷菜穂、小野寺瑠奈、河野ひより、桜木夕、関根瞳、高橋菜々美、広瀬世華、福積沙耶、丸岡和佳奈